# میکلا مک‌کانوس
میکلا مک‌کانوس (انگلیسی: Michaela McManus؛ زادهٔ ۲۰ مهٔ ۱۹۸۳) یک هنرپیشه اهل ایالات متحده آمریکا است.عمده شهرتش بخاطر بازی در نقش «گریس کارن» در سریال‌ آکواریوس می‌باشد.